# El hombre que se quiso matar (película de 1942)
El hombre que se quiso matar es una película española dirigida por Rafael Gil sobre la novela homónima de Wenceslao Fernández Flórez. El mismo director volvió a llevar la historia al cine en una adaptación del mismo título en 1970.

## Argumento
Federico Solá (Antonio Casal) es un hombre maltratado por la vida. Ha sido despedido de su trabajo y su novia Irene (Rosita Yarza) lo ha abandonado. Decide entonces acabar con todo y tirarse por el acueducto de Segovia. En vano. Son varios los intentos infructuosos de acabar con su propia vida, hasta que un caradura, de nombre Argüelles (Manuel Arbó), se da cuenta de que su condición de suicida confeso lo sitúa en una situación privilegiada para sacar provecho.